# Pandi Siku
Pandi Siku (ur. 28 lipca 1949 w Tiranie, zm. 16 sierpnia 2022 w Stanach Zjednoczonych) – albański aktor teatralny i filmowy.

## Życiorys
W 1972 ukończył studia na wydziale aktorskim Instytutu Sztuk w Tiranie i w 1973 zaczął pracę w Teatrze Ludowym (alb. Teatri Popullor). Na scenie narodowej zadebiutował rolą w dramacie Toka jone (Nasza ziemia). W 2001 odszedł z teatru i wraz z rodziną wyjechał do USA. Mieszkał w stanie Illinois. Sporadycznie przyjeżdżał do Albanii i występował na scenach stołecznych.
Na dużym ekranie wystąpił po raz pierwszy w 1971 (jeszcze w okresie studiów), grając niewielką rolę Hamalla w filmie Kur zbardhi nje dite. Potem zagrał jeszcze w 13 filmach fabularnych.
Był żonaty, miał córkę (Yonah)

## Role filmowe
- 1971: Kur zbardhi një ditë jako Hamall
- 1973: Brazdat jako Adem
- 1976: Fije që priten jako Guxim
- 1977: Njeriu me top jako Adnan Pinxho
- 1977: Një udhëtim i veshtire jako Sokol
- 1978: Kur hidheshin themelet jako Mani
- 1979: Mysafiri jako szofer
- 1984: Fushë e blerte, fushë e kuqe jako Misto
- 1984: Koha nuk pret jako Sami, agent Sigurimi
- 1987: Këmishët me dyllë jako Koburja
- 1988: Shpresa jako Niko
- 1988: Tre vetë kapërcejnë malin jako Kico Zgurra
- 1990: Fletë të bardha
- 1997: Poprzez jezioro jako strażnik Asan